# Peter Kružliak
Peter Kružliak (4. května 1911, Detva-Kriváň – 11. srpna 1976, Levice) byl slovenský důstojník a partyzánský velitel. Jeho otec se jmenoval Ján Kružliak a jeho matka se jmenovala Anna roz. Marcineková-Drdolová.

## Životopis
Studoval na gymnáziu ve Zvolenu (1926–1929), od roku 1931 voják z povolání, příslušník československé, slovenské armády a ČSLA. Účastník protifašistického boje v armádě. Velitel roty 1. československé partyzánské armády J.V. Stalina. Působil na Velitelství pozemního vojska v Banské Bystrici (od 1944), pracovník pověřenectva vnitra v Banské Bystrici (od dubna 1945). Politicky pronásledován, vězněn. Pracovník STS v Krškany a SEZ v Tlmačoch.

## Vyznamenání
- 1946 –  Československý válečný kříž 1939
- Československá medaile za zásluhy, I.stupně
- Československá medaile Za chrabrost před nepřítelem
- Řád Slovenského národního povstání, I.třídy

## Dílo
- Zkrvavený potok, Martin, 1972